# 冀元亨 (清朝)
冀元亨，山西人，清朝政治人物。拔贡出身。
乾隆五十五年六月，擔任清朝廣東省潮州府豐順縣知縣。后由胡湘蘭接任。